# Òrgan artificial
Un  òrgan artificial  és un dispositiu artificial que es implanta o integrat en un ésser humà per substituir l'òrgan d'una persona, amb el propòsit de restaurar una funció específica o un grup de funcions relacionades, de manera que el pacient pot tornar a una vida tan normal com sigui possible. La funció de substitució no necessàriament ha d'estar relacionada amb el suport vital.
Aquesta definició implica el fet que el dispositiu no ha d'estar contínuament connectats a una font d'energia estacionària, o d'altres recursos fixos, com els filtres o les unitats de processament químic (el diari de recàrrega ràpida de les bateries, la recàrrega dels productes químics, i/o neteja/substitució de filtres, exclouria que un dispositiu pugui denominar com a òrgan artificial). Així, una màquina de diàlisi, encara que és un dispositiu de suport vital molt reeixit i críticament important que reemplaça completament les funcions d'un ronyó, no és un òrgan artificial. En aquest moment no hi ha disponible un ronyó artificial eficient i autocontingut.
La carrera d'enginyeria biomèdica busca la manufactura d'aquests dispositius per a l'ajuda de la salut comprenent el funcionament del cos humà i utilitzant la tecnologia de què disposem per millorar la salut. S'espera que amb l'ús d'òrgans òrgans artificials es podran curar diverses malalties i fer trasplantaments d'una manera més senzilla i el pacient no haurà d'esperar tant a rebre aquest trasplantament.

## Tipus
En les últimes dècades s'han perfeccionat diversos tipus d'òrgans artificials que s'han implantat en els éssers humans i que han aconseguit suplir, tot i que de forma limitada, part de les funcions de l'òrgan original:
- Cervell
- Cor
- Cossos cavernosos
- Fetge
- Extremitats
- Oïda
- Ull
- Ovaris
- Pulmons
- Pàncrees
- Tràquea
- Vàlvules estomacals: càrdies i Pílor. El càrdies o el Pílor artificials poden ser utilitzats per lluitar contra el càncer esofàgic, achalasia i la malaltia del reflux gastroesofàgic.
- Bufeta